# Kente
Il Kente è un tipo di tessuto di seta e/o cotone fatto di strisce di tessuto intrecciato ed è originario dell'etnia Akan del Ghana occidentale. Il Kente è prodotto nelle terre di Akan come Impero ashanti (Bonwire, Adanwomase, Sakora Wonoo, Ntonso nelle aree di Kwabre della regione Ashanti). Viene anche indossato dal popolo sud-orientale, centrale e settentrionale del Ghana. Il Kente deriva dal lemma kenten che in dialetto Akan Asante significa cesto. Gli Akan si riferiscono al Kente come nwentom, che significa "tessuto intessuto". È una stoffa reale e sacra di Akan indossata solo in tempi di estrema importanza ed era la stoffa dei re. Nel tempo, l'uso del Kente è diventato più diffuso. Tuttavia, la sua importanza è rimasta ed è tenuta in grande considerazione con gli Akan.

## Caratteristiche
Si caratterizza per disegni di trama intrecciati in ogni blocco disponibile di tessitura piana a tinta unita detta adweneasa. Il popolo Akan sceglie i panni kente tanto per i loro nomi quanto per i loro colori e modelli. Sebbene i tessuti siano identificati principalmente dagli schemi trovati nei fili longitudinali (curvatura), spesso c'è poca correlazione tra aspetto e nome. I nomi sono derivati da diverse fonti, inclusi proverbi, eventi storici, capi importanti, madri e piante. Il tessuto simboleggia un alto valore. 

## Origini

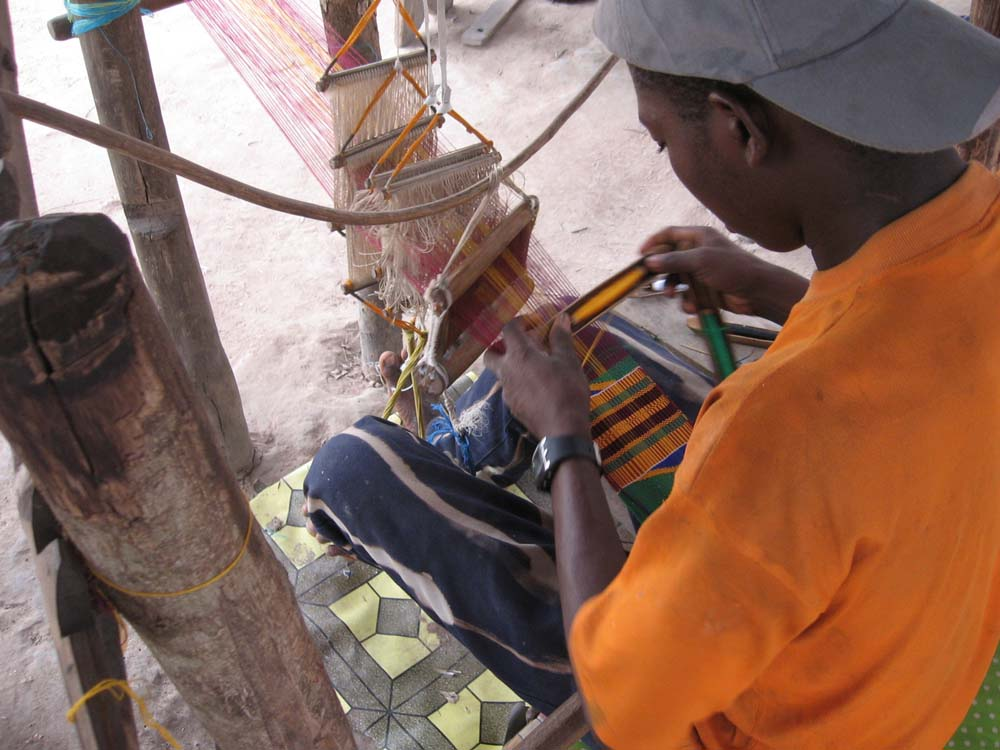
Tessitura artigianale

L'Africa occidentale ha coltivato per secoli la cultura della tessitura del tessuto con il metodo del tessuto a strisce, ma la storia degli Akan racconta che il tessuto è stato creato indipendentemente dall'influenza esterna. La tela Kente ha la sua origine dai regni Akan-Ashanti in Ghana. L'origine del kente è nell'impero ashanti Bonoman. La maggior parte degli Akan migrarono fuori dall'area che fu Bonoman per creare vari stati. Gli ewe del Ghana ritengono che la tessitura del Kente abbia origine presso di loro, sebbene non sostengano di aver inventato l'arte della tessitura. Suggeriscono che il nome derivi da kete che si riferisce alle due azioni ritmiche alternate (ke e "aprire" e te "premere" in lingua ewe) associate alla tessitura del telaio.

## Tradizioni
È stata inventata una varietà di modelli di kente, ognuno dei quali ha un certo concetto o concetti tradizionalmente associati a esso. Ad esempio, il modello Obaakofoo Mmu Man simboleggia il dominio democratico; Emaa Da, nuova creatività e conoscenza dall'esperienza; e Sika Fre Mogya, la responsabilità di condividere il successo monetario con le proprie relazioni. La leggenda narra che il kente sia stato creato per la prima volta da due amici Akan che andarono a caccia in una foresta. Qui trovarono un ragno che tesseva la sua tela. Gli amici rimasero a guardare il ragno per due giorni, poi tornarono a casa e applicarono ciò che avevano visto. 

## Uso moderno
Le stole accademiche del kente sono spesso usate dagli afroamericani come simbolo dell'orgoglio etnico. Questa pratica è anche molto popolare con le fraternità e le confraternite di lettere greche storicamente nere. Gli studenti afroamericani tengono cerimonie speciali chiamate "Donazione del Kente" dove le stole vengono presentate ai diplomati.